# Ambartsjikbocht
De Ambartsjikbocht (Russisch: Бухта Амбарчик; Boechta Ambartsjik) is een bocht in het oostelijk deel van de Golf van Kolyma van de Oost-Siberische Zee, gelegen tussen Kaap Stolbovoj in het zuidwesten en Kaap Medvezji (Tonki) in het noordoosten, in de Russische autonome deelrepubliek Jakoetië. De baai heeft een lengte van ongeveer 3 kilometer en een breedte bij de monding van ongeveer 7 kilometer met een diepte tot 5 meter. Van oktober tot juli is de baai bevroren.
De kusten zijn laaggelegen, op plekken abrupt aflopend en zijn begroeid met toendravegetatie. Ten zuidwesten van de bocht ligt de Trojanabocht (Tsjaoetsjjabocht) en ten noordoosten de Medvezjigolf (Zaliv Medvezji). Ten westen van Kaap Stolbovoj liggen de barren van de Stenige Kolyma (Podkamennaja Kolyma), de oostelijkste zijarm van de Kolyma aan haar monding.
Aan zuidzijde ligt havenplaats en poolstation Ambartsjik (bekend van de Goelag). Op Kaap Stolbovoj bevindt zich een vuurtoren. Iets ten oosten van de bocht verloopt de grens met de autonome okroeg Tsjoekotka.